# Dům Hornig
Dům Hornig je měšťanský dům na rohu Kamenné ulice a náměstí Krále Jiřího z Poděbrad v Chebu. Jedná se o urbanisticky významnou stavbu. Původně byl dům postaven v 16. století v renesančním stylu, přestavěn byl v 19. století ve stylu novoromantickém. Jedná se o unikátní příklad novoromantické architektury v regionu. Dům je národní kulturní památkou.
Dům nese název Hornig po svém nejvýznamnějším majiteli, kterým byl lékař luteránského vyznání Mathes Hornig. Ten byl roku 1629 vykázán z města poté, co měl zostudit městský magistrát. Hornig se v lékařských kruzích proslavil především svými knihami o chebské kyselce, první z nich vydal s velkým ohlasem roku 1614.